# Promozione 1950-1951 (Lega Interregionale Sud)
La Lega Interrgionale Sud fu l'ente della F.I.G.C. che gestì il campionato di Promozione nella stagione sportiva 1950-1951. La manifestazione fu organizzata dalla Lega Interregionale Sud avente sede a Napoli. Nella giurisdizione della Lega ricadevano le società aventi sede nell'Italia meridionale.
Il regolamento metteva in palio 2 posti per la Serie C, da individuarsi nelle migliori squadre di un triangolare di fine stagione fra le vincenti dei tre gruppi. Come negli anni precedenti, questa striminzita dotazione suscitò notevoli polemiche, dato che non corrispondeva alle ben cinque retrocessioni previste nel corrispondente girone meridionale della sovrastante terza serie.
Più lineare rispetto alle ultime stagioni, fu invece il meccanismo delle retrocessioni, cui andarono incontro le ultime tre squadre di ogni raggruppamento.

## Aggiornamenti
- L'Unione Sportiva Avellino è stata ammessa in Serie C 1950-51 a compensazione degli eventi del 1949.

## Girone M

### Classifica finale
|  | Pos. | Squadra              | Pt | G  | V  | N | P  | GF | GS |
|  | ---- | -------------------- | -- | -- | -- | - | -- | -- | -- |
|  | 1.   | Turris               | 43 | 30 | 19 | 5 | 6  | 79 | 29 |
|  | 2.   | Ilva Bagnolese       | 43 | 30 | 20 | 3 | 7  | 68 | 40 |
|  | 3.   | Puteolana            | 38 | 30 | 16 | 6 | 8  | 75 | 52 |
|  | 4.   | Juve Alfa Pomigliano | 35 | 30 | 16 | 3 | 11 | 52 | 33 |
|  | 4.   | Gladiator            | 35 | 30 | 15 | 5 | 10 | 57 | 41 |
|  | 4.   | Paganese             | 35 | 30 | 13 | 9 | 8  | 59 | 45 |
|  | 7.   | Angri                | 33 | 30 | 13 | 7 | 10 | 44 | 56 |
|  | 8.   | Cavese               | 32 | 30 | 13 | 6 | 11 | 43 | 46 |
|  | 9.   | Portici              | 29 | 30 | 12 | 5 | 13 | 62 | 61 |
|  | 10.  | Nocerina             | 28 | 30 | 10 | 8 | 12 | 49 | 48 |
|  | 10.  | Paolana              | 28 | 30 | 13 | 2 | 15 | 52 | 58 |
|  | 12.  | Acerrana             | 24 | 30 | 9  | 6 | 15 | 63 | 76 |
|  | 12.  | SET Napoli           | 24 | 30 | 9  | 6 | 15 | 33 | 48 |
|  | 14.  | Ercolanese           | 21 | 30 | 9  | 3 | 18 | 46 | 64 |
|  | 15.  | Frattese             | 20 | 30 | 7  | 6 | 17 | 35 | 58 |
|  | 16.  | Maddalonese (-1)     | 11 | 30 | 4  | 4 | 22 | 30 | 92 |

Legenda:
      Ammesso allo spareggio di qualificazione.
      Retrocesso in Prima Divisione 1951-1952.
Note:
Due punti a vittoria, uno a pareggio, zero a sconfitta.
La Maddalonese è stata penalizzata con la sottrazione di 1 punto in classifica.
La Turris si è qualificata alla fase finale dopo aver vinto lo spareggio in campo neutro contro la ex aequo Bagnolese.

### Risultati

#### Spareggio di qualificazione alle finali
|        | Risultati |                | Luogo e data     |
| ------ | --------- | -------------- | ---------------- |
| Turris | 3-1       | Ilva Bagnolese | Napoli, ? ? 1951 |
|        |           |                |                  |

## Girone N

### Classifica finale
|  | Pos. | Squadra              | Pt | G  | V  | N | P  | GF | GS  |
|  | ---- | -------------------- | -- | -- | -- | - | -- | -- | --- |
|  | 1.   | Molfetta             | 45 | 32 | 20 | 5 | 7  | 83 | 33  |
|  | 2.   | Incedit              | 42 | 32 | 18 | 6 | 8  | 66 | 40  |
|  | 3.   | Potenza              | 41 | 32 | 19 | 3 | 10 | 65 | 35  |
|  | 4.   | Campobasso           | 40 | 32 | 18 | 4 | 10 | 83 | 41  |
|  | 5.   | Barletta             | 39 | 32 | 17 | 5 | 10 | 66 | 45  |
|  | 6.   | Audace Cerignola     | 38 | 32 | 15 | 8 | 9  | 65 | 36  |
|  | 7.   | Corato               | 37 | 32 | 15 | 7 | 10 | 51 | 37  |
|  | 8.   | Bisceglie            | 34 | 32 | 15 | 4 | 13 | 62 | 51  |
|  | 8.   | Martina              | 34 | 32 | 16 | 2 | 14 | 50 | 42  |
|  | 10.  | AS Grottaglie        | 32 | 32 | 13 | 6 | 13 | 48 | 51  |
|  | 11.  | Putignano            | 30 | 32 | 11 | 8 | 13 | 43 | 51  |
|  | 12.  | Bitonto              | 29 | 32 | 11 | 7 | 14 | 45 | 56  |
|  | 13.  | Manduria (-1)        | 27 | 32 | 11 | 6 | 15 | 41 | 50  |
|  | 14.  | Ostuni               | 25 | 32 | 10 | 5 | 17 | 44 | 63  |
|  | 15.  | Ariano               | 22 | 32 | 7  | 8 | 17 | 34 | 43  |
|  | 15.  | Matera               | 22 | 32 | 10 | 2 | 20 | 44 | 57  |
|  | 17.  | Audace Monopoli (-1) | 5  | 32 | 2  | 2 | 28 | 22 | 181 |

Legenda:
      Qualificato alla fase finale.
      Retrocesso in Prima Divisione 1951-1952.
Note:
Due punti a vittoria, uno a pareggio, zero a sconfitta.
Manduria e Audace Monopoli sono stati penalizzati con la sottrazione di 1 punto in classifica.

## Girone O

### Classifica finale
|  | Pos. | Squadra               | Pt | G  | V  | N  | P  | GF | GS |
|  | ---- | --------------------- | -- | -- | -- | -- | -- | -- | -- |
|  | 1.   | Palmese               | 44 | 30 | 21 | 2  | 7  | 63 | 23 |
|  | 2.   | Drepanum              | 37 | 30 | 13 | 11 | 6  | 50 | 33 |
|  | 3.   | SS Gela               | 35 | 30 | 13 | 9  | 8  | 48 | 28 |
|  | 3.   | Agrigento             | 35 | 30 | 15 | 5  | 10 | 58 | 39 |
|  | 3.   | Megara Augusta        | 35 | 30 | 14 | 7  | 9  | 48 | 35 |
|  | 6.   | Folgore Castelvetrano | 34 | 30 | 13 | 8  | 9  | 43 | 30 |
|  | 7.   | Notinese              | 33 | 30 | 13 | 7  | 10 | 54 | 32 |
|  | 8.   | Sciacca               | 32 | 30 | 13 | 6  | 11 | 34 | 27 |
|  | 9.   | Enna                  | 28 | 30 | 10 | 8  | 12 | 39 | 46 |
|  | 10.  | Vigor Nicastro (-1)   | 26 | 30 | 10 | 7  | 13 | 37 | 48 |
|  | 11.  | Mazara                | 23 | 30 | 9  | 5  | 16 | 31 | 45 |
|  | 12.  | Canicattì             | 22 | 30 | 7  | 8  | 15 | 38 | 50 |
|  | 12.  | Milazzo               | 22 | 30 | 9  | 4  | 17 | 35 | 52 |
|  | 14.  | Spadaforese           | 15 | 30 | 5  | 5  | 20 | 30 | 92 |
|  | 15.  | Naxos (-2)            | 9  | 30 | 2  | 7  | 21 | 18 | 80 |
|  | 16.  | Caltagirone           | 47 | 30 | 20 | 7  | 3  | 55 | 21 |

Legenda:
      Qualificato alla fase finale.
      Retrocesso in Prima Divisione 1951-1952.
Note:
Due punti a vittoria, uno a pareggio, zero a sconfitta.
Il Caltagirone è stato spostato all'ultimo posto per illecito sportivo.
Il Naxos e la Vigor Nicastro sono stati penalizzati con la sottrazione rispettivamente di 2 e 1 punto in classifica.

## Finali promozione

### Classifica promozione
|  | Pos. | Squadra  | Pt | G | V | N | P | GF | GS |
|  | ---- | -------- | -- | - | - | - | - | -- | -- |
|  | 1.   | Molfetta | 4  | 2 | 2 | 0 | 0 | 3  | 1  |
|  | 2.   | Palmese  | 2  | 2 | 1 | 0 | 1 | 4  | 2  |
|  | 2.   | Turris   | 0  | 2 | 0 | 0 | 2 | 2  | 6  |

Legenda:
      Promosso in Serie C 1951-1952.
Note:
Due punti a vittoria, uno a pareggio, zero a sconfitta.

### Risultati
|          | Risultati |         | Luogo e data            |  |
| -------- | --------- | ------- | ----------------------- |  |
| Molfetta | 2-1       | Turris  | Messina, 19 giugno 1951 |  |
| Molfetta | 1-0       | Palmese | Napoli, 8 luglio 1951   |  |
| Palmese  | 4-1       | Turris  | Taranto, 15 luglio 1951 |  |
|          |           |         |                         |  |